# Hans Knecht
Hans Knecht, född 26 september 1913 i Zürich, död 8 mars 1986, var en schweizisk cyklist. Han vann världsmästerskapen 1946 framför Marcel Kint (Belgien) och Rik Van Steenbergen (Belgien).